# Second rhapsody (Moeran)
Second rhapsody is een compositie van Ernest John Moeran. Moeran was inmiddels afgestudeerd, dat in tegenstelling tot zijn First rhapsody. Ook deze rapsodie vond haar basis in de Britse volksmuziek, doch hier is een aanwijsbaar liedje gebruikt: Polly on the shore. Dat liedje is terug te vinden in de volksmuziek van Norfolk, alwaar Moeran een aantal jaren zou verblijven.
Het werk kreeg zijn première op 1 november 1924 tijdens een concert in het kader van het Norwich Festival, de opdrachtgever van dit werk. Onder de bezoekers bevonden zich koning George V van het Verenigd Koninkrijk en Ralph Vaughan Williams. Het werk was tweemaal te horen tijdens Proms-concerten. De componist zou in 1941 de orkestratie nog enigszins uitdunnen tot de versie die later als definitief door het leven zou gaan.